# USS North Carolina (BB-55)
USS North Carolina (BB-55) là một thiết giáp hạm của Hải quân Hoa Kỳ, là chiếc dẫn đầu trong lớp của nó bao gồm hai chiếc, và là chiếc thiết giáp hạm mới đầu tiên được đưa vào hoạt động sau khi Nhật Bản tấn công Trân Châu Cảng. Chiếc thiết giáp hạm chị em cùng lớp với nó là chiếc USS Washington (BB-56). Nó là chiếc tàu chiến thứ tư của Hải quân Mỹ được đặt cái tên này nhằm tôn vinh tiểu bang Bắc Carolina. Trong Chiến tranh Thế giới lần thứ hai, North Carolina đã tham gia mọi chiến dịch hải quân chủ yếu tại Mặt trận Thái Bình Dương. Nó được cho ngừng hoạt động vào năm 1947, rút khỏi Đăng bạ Hải quân năm 1960, và hiện nay là một tàu bảo tàng tại Wilmington, Bắc Carolina.

## Thiết kế và chế tạo

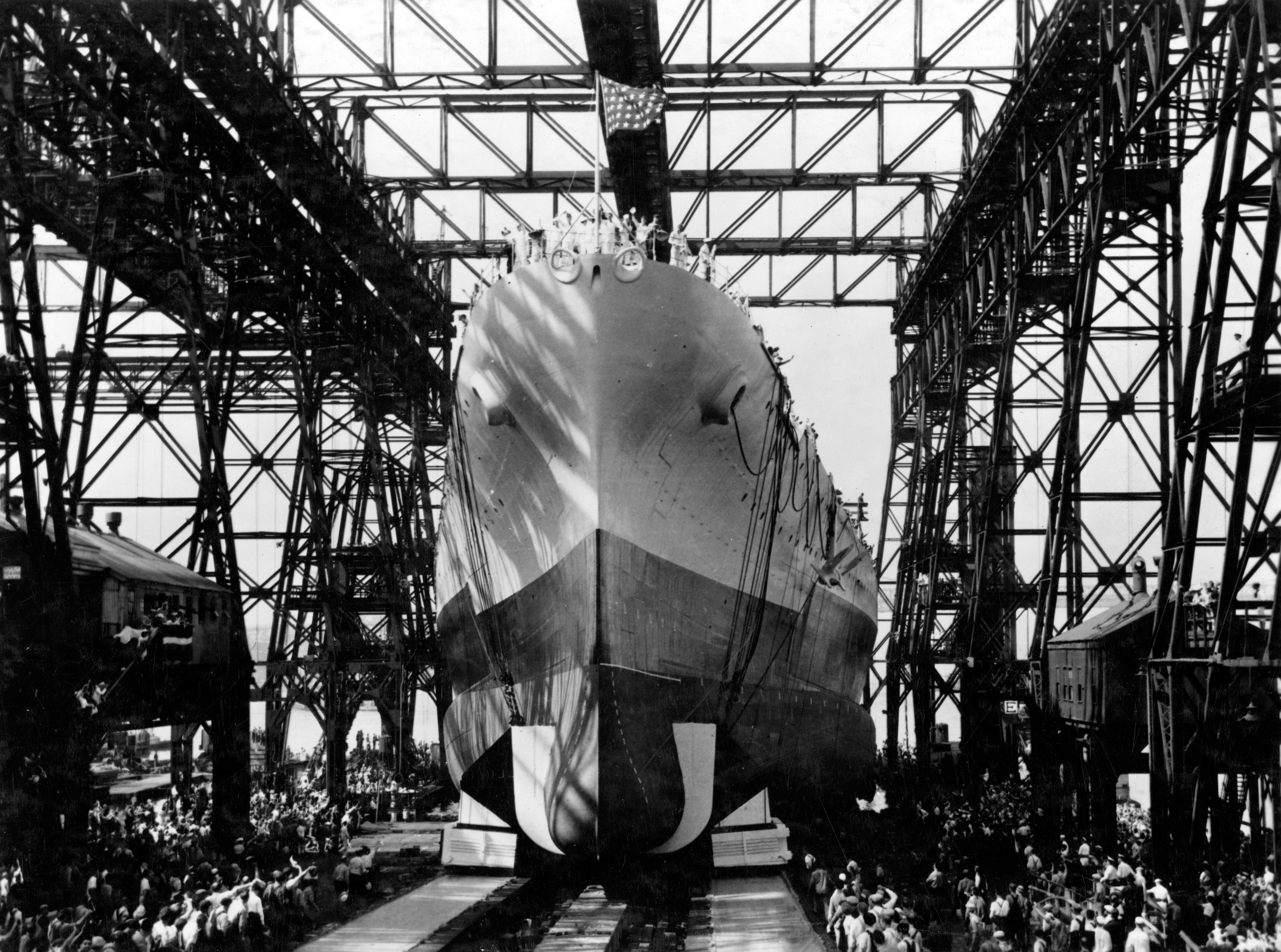
Lễ hạ thủy chiếc USS North Carolina, ngày 13 tháng 6 năm 1940.

North Carolina được đặt lườn vào ngày 27 tháng 10 năm 1937 tại xưởng hải quân New York và được hạ thủy vào ngày 13 tháng 6 năm 1940; được đỡ đầu bởi Isabel Hoey, con gái Thống đốc bang Bắc Carolina Clyde R. Hoey, và được đưa vào hoạt động tại New York ngày 9 tháng 4 năm 1941 dưới sự chỉ huy của Thuyền trưởng, Đại tá Hải quân Olaf M. Hustvedt. Vì là chiếc thiết giáp hạm nhanh và vũ khí nặng (với dàn pháo chính 406 mm/16 inch) đầu tiên được Hải quân Mỹ đưa vào hoạt động, North Carolina được sự quan tâm đáng kể trong lúc trang bị và chạy thử máy đến mức nó được gán cái tên lóng là "Showboat" (con tàu trình diễn).
Vì North Carolina là thiết giáp hạm hiện đại đầu tiên được Mỹ chế tạo sau trên hai thập niên, nó được áp dụng những kỹ thuật đóng tàu mới nhất có được vào thời đó. Trọng lượng rẽ nước tiêu chuẩn bị khống chế ở mức 35.000 tấn do những giới hạn đặt ra bởi cả Hiệp ước Hải quân Washington và Hiệp ước Hải quân London, cũng như mạn tàu không lớn hơn 33,5 m (110 ft) do những cửa mở của kênh đào Panama, và một mớn nước 11,5 m (38 ft) để cho phép con tàu có thể sử dụng tối đa các chỗ neo đậu và các xưởng hải quân sẵn có, con tàu quả là một thách thức lớn cho việc thiết kế.

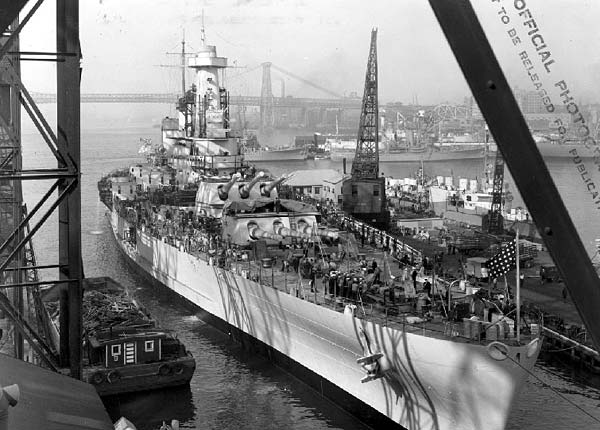
USS North Carolina đang được hoàn tất, 17 tháng 4 năm 1941.

Để giảm trọng lượng, North Carolina được chế tạo bằng cách sử dụng kỹ thuật hàn mới. Sự sắp xếp những máy móc của nó cũng theo cách khác thường bao gồm bốn ngăn chính, mỗi ngăn có hai nồi hơi và một turbin nối trực tiếp với một trong số bốn trục chân vịt của nó. Việc sắp xếp như vậy giúp giảm bớt số cửa mở trong các vách ngăn kín nước và tiết kiệm chỗ được bảo vệ bởi vỏ giáp. Sàn tàu dạng suôn thẳng của North Carolina và cấu trúc có dáng thuôn làm cho nó trông đẹp mắt hơn nhiều so với những thiết giáp hạm trước đây. Tháp chỉ huy phía trước lớn, sắp xếp theo tầng không chia cụm, cấu trúc thượng tầng và thân tàu gọn gàng là một sự đột phá so với cầu tàu kiểu cũ, cột buồm kiểu ba chân nặng nề và các hộc tháp pháo hạng hai dọc theo thân tàu vốn là đặc trưng của những tàu chiến trước nó. North Carolina là một trong số 14 tàu chiến đầu tiên được trang bị radar đời đầu CXAM-1 của hãng RCA.

## Lịch sử hoạt động
North Carolina hoàn tất việc chạy thử máy tại vùng biển Caribbe trước khi xảy ra cuộc Tấn công Trân Châu Cảng. Vào đầu năm 1942, North Carolina được dự định sẽ chuyển sang Mặt trận Thái Bình Dương, tuy nhiên nó được giữ lại tại khu vực Đại Tây Dương trong vài tháng phòng ngừa việc thiết giáp hạm Đức Tirpitz có thể chuyển sang tấn công các đoàn tàu vận tải từ Mỹ đến Anh. Cuối cùng, North Carolina cũng nhận được mệnh lệnh bố trí sang Thái Bình Dương vào mùa Hè năm 1942.

### Mặt trận Thái Bình Dương, 1942

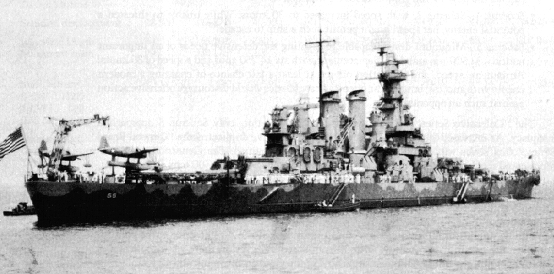
USS North Carolina chuẩn bị rời Norfolk lên đường sang Thái Bình Dương, 13 tháng 6 năm 1941.

Sau các đợt thực tập huấn luyện khẩn trương, North Carolina khởi hành đi sang chiến trường Thái Bình Dương. Chiếc thiết giáp hạm đi qua kênh đào Panama vào ngày 10 tháng 6 năm 1942, bốn ngày sau khi trận Midway kết thúc, rồi ghé qua San Pedro và San Francisco trước khi khởi hành đi Trân Châu Cảng. Việc chiếc North Carolina đi đến Trân Châu Cảng vào ngày 11 tháng 7 năm 1942 là một sự kiện nổi bật tại đây: North Carolina là chiếc thiết giáp hạm hoàn toàn mới đầu tiên đi đến Thái Bình Dương kể từ khi bắt đầu chiến tranh. Theo các thủy thủ tại đây, North Carolina là "thứ đẹp nhất trên đời mà họ từng thấy", và sự xuất hiện của nó tại vùng biển Hawaii đã nâng cao rất nhiều tinh thần của toàn lực lượng Hạm đội Thái Bình Dương. North Carolina rời Trân Châu Cảng vào ngày 15 tháng 7 cùng với tàu sân bay Enterprise, các tàu tuần dương Portland và Atlanta cùng tám tàu khu trục hộ tống lên đường thực hiện các chiến dịch tại Nam Thái Bình Dương.

### Chiến dịch Nam Thái Bình Dương, 1942–1943

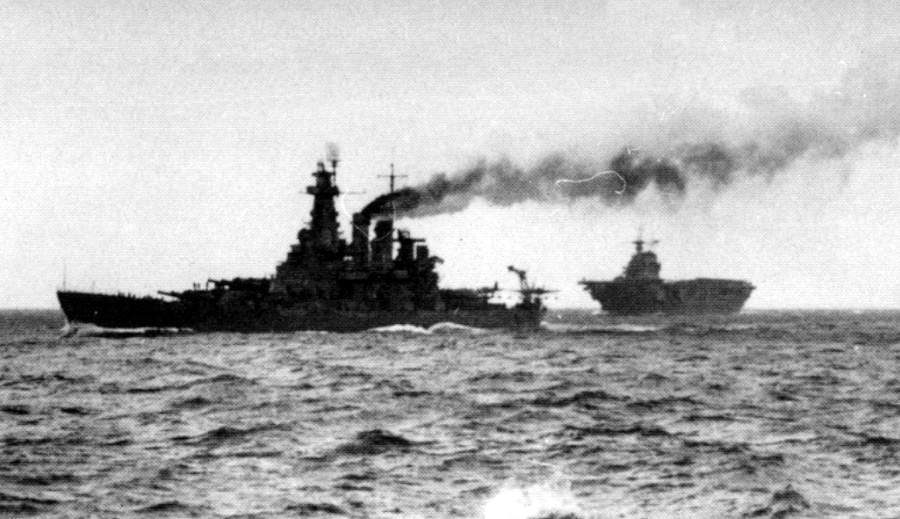
Thiết giáp hạm USS North Carolina và tàu sân bay USS Enterprise (CV-6), tháng 11 năm 1942.

North Carolina cùng với hải quân bắt đầu chiến dịch kéo dài "nhảy cóc" qua các hòn đảo tại Nam Thái Bình Dương để giành thắng lợi trước phe Nhật Bản bằng cách đổ bộ lực lượng Thủy quân Lục chiến lên các đảo Guadalcanal và Tulagi vào ngày 7 tháng 8 năm 1942, khởi sự chiến dịch Guadalcanal. Hải đội đặc nhiệm, bao gồm các tàu sân bay Saratoga, Enterprise và Wasp, các tàu tuần dương cùng các tàu hộ tống khác, nhưng chỉ có một chiếc thiết giáp hạm duy nhất, North Carolina. Sau khi hỗ trợ cho chiếc Enterprise trong lực lượng yểm trợ trên không cho cuộc tấn công, North Carolina tiếp tục hộ tống chiếc tàu sân bay trong các chiến dịch bảo vệ các con đường tiếp liệu và liên lạc ở phía Tây Nam Solomons. Các tàu sân bay đối phương bị phát hiện vào ngày 24 tháng 8, và Trận chiến Đông Solomons nổ ra. Lực lượng Mỹ tấn công trước tiên, đánh chìm được chiếc tàu sân bay hạng nhẹ Ryūjō; đòn phản công của quân Nhật cũng không thua kém khi máy bay ném bom và máy bay ném ngư lôi, được máy bay tiêm kích yểm trợ, xông đến Enterprise và North Carolina. Chỉ trong vòng tám phút, North Carolina đã bắn rơi từ bảy đến 14 máy bay đối phương, xạ thủ của nó tiếp tục trực chiến bên cạnh khẩu đội bất kể áp lực của bảy quả bom ném suýt trúng. Một người bị thiệt mạng do hỏa lực càn quét, nhưng bản thân con tàu không bị thiệt hại. Cường độ hỏa lực cao xạ phòng không mạnh mẽ của chiếc thiết giáp hạm sinh ra nhiều khói tới mức chiếc USS Enterprise phải gọi điện hỏi "Anh có bị bốc cháy không vậy?" Khả năng mà North Carolina có thể bảo vệ cho Enterprise luôn bị giới hạn do chiếc tàu sân bay có thể di chuyển nhanh hơn và luôn đi trước chiếc thiết giáp hạm. Enterprise bị đánh trúng ba cú trực tiếp trong khi máy bay của nó gây hư hại nặng cho tàu sân bay Chitose và đánh trúng những tàu chiến khác. Do phía Nhật Bản bị mất khoảng 100 máy bay trong trận đánh này, phía Mỹ đã giành lại được quyền kiểm soát trên không và đẩy lui một đợt tăng viện của quân Nhật đến Guadalcanal.

Hư hại gây ra cho USS North Carolina bởi ngư lôi, tháng 10 năm 1942

North Carolina giờ đây dùng sức mạnh của nó để bảo vệ cho chiếc tàu sân bay Saratoga. Trong những tuần lễ tiếp theo sau hỗ trợ cho lực lượng Thủy quân Lục chiến trên đảo Guadalcanal, hai lần North Carolina bị các tàu ngầm Nhật tấn công. Vào ngày 6 tháng 9, nó cơ động lẩn tránh thành công, né tránh được một quả ngư lôi ở cách 270 m (300 yard) bên mạn trái. Chín ngày sau, 15 tháng 9, khi đang di chuyển cùng với Wasp và Hornet, North Carolina trúng một quả ngư lôi bên mạn trái, 6 m (20 ft) bên dưới mực nước, làm thiệt mạng sáu người. Quả ngư lôi này xuất phát từ chiếc tàu ngầm Nhật I-19, mà những quả ngư lôi cùng trong loạt này cũng đã đánh chìm tàu sân bay Wasp. Công việc kiểm soát hư hỏng thành thạo do thủy thủ đoàn trên chiếc North Carolina thực hiện cùng cấu trúc xuất sắc của con tàu đã giúp cho nó tránh được thảm họa, và sau nhiều phút độ nghiêng 5o6 đã được cân bằng lại thành công. Con tàu tiếp tục trực chiến khi vẫn duy trì được tốc độ 26 knot.
Sau khi thực hiện các sửa chữa tạm thời tại New Caledonia, chiếc thiết giáp hạm hướng về Trân Châu Cảng để vào ụ tàu trong một tháng thực hiện sửa chữa các hư hỏng trong chiến đấu, đồng thời cũng để bổ sung thêm các vũ khí phòng không. Sau khi hoàn tất việc sửa chữa, nó quay trở lại hoạt động, bảo vệ cho các tàu sân bay Enterprise và Saratoga cũng như yểm trợ cho việc tiếp liệu và chuyển quân tại Solomon trong năm tiếp theo. Nó quay về Trân Châu Cảng trong tháng 3 và tháng 4 năm 1943 để được trang bị các bộ radar và hệ thống điều khiển hỏa lực tiên tiến, rồi sang tháng 9 lại chuẩn bị cho chiến dịch quần đảo Gilbert.

### Chiến dịch Trung Thái Bình Dương, 1943–1944

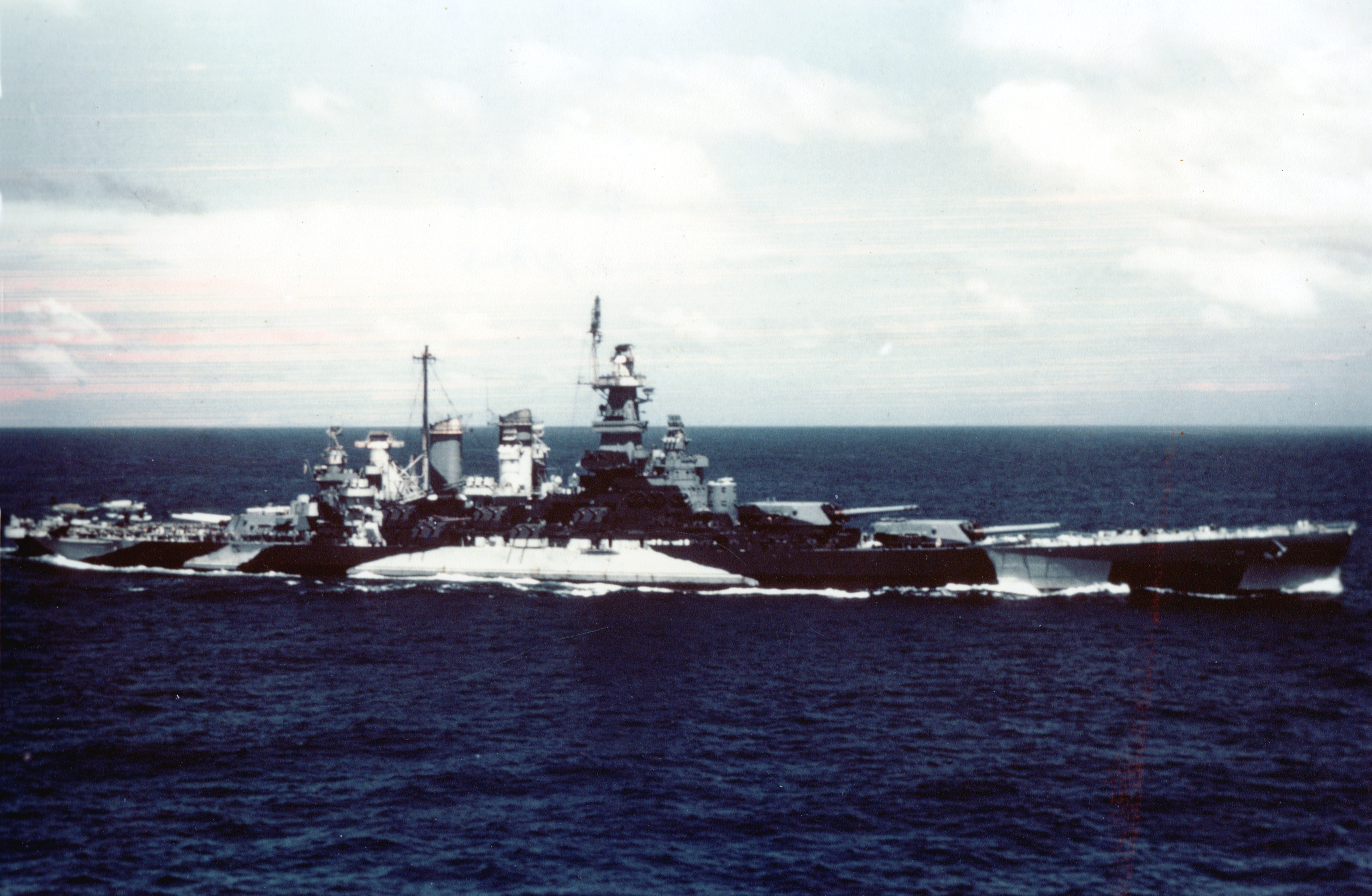
USS North Carolina hoạt động gần quần đảo Gilbert, tháng 11 năm 1943.

Cùng với Enterprise hoạt động trong nhóm hỗ trợ phía Bắc, North Carolina rời Trân Châu Cảng ngày 10 tháng 11 năm 1943 để tấn công các đảo Makin, Tarawa và Abemama. Các cuộc không kích bắt đầu vào ngày 19 tháng 11, và trong mười ngày tiếp theo các đợt không kích lớn lao được thực hiện nhằm hỗ trợ cho lực lượng Thủy quân Lục chiến trên bờ trong một trận chiến được xem là đẫm máu nhất tại Thái Bình Dương. Hỗ trợ cho chiến dịch Gilbert và chuẩn bị cho cuộc tấn công lên quần đảo Marshalls, các khẩu hải pháo cỡ lớn của North Carolina đã nả pháo xuống Nauru trong ngày 8 tháng 12, phá hủy các cơ sở sân bay, công sự phòng thủ bờ biển và thiết bị thông tin liên lạc. Cuối tháng đó, chiếc thiết giáp hạm hộ tống cho tàu sân bay Bunker Hill trong nhiệm vụ không kích tàu bè và các sân bay tại Kavieng, New Ireland; rồi đến tháng 1 năm 1944 gia nhập lực lượng tàu sân bay nhanh (Lực lượng Đặc nhiệm 58) do Chuẩn Đô đốc Marc Mitscher chỉ huy tại Funafuti thuộc quần đảo Ellice.
Trong chiến dịch tấn công và chiếm đóng quần đảo Marshall, North Carolina phô diễn những chức năng cổ điển của một thiết giáp hạm thực hiện trong Thế Chiến II. Nó bảo vệ các tàu sân bay khỏi các đợt không kích khi thực hiện các cuộc bắn phá chuẩn bị trước đổ bộ, cũng như hỗ trợ hỏa lực gần cho các lượng trên bờ sau khi đổ bộ, bắt đầu bằng các cuộc tấn công lên Kwajalein vào ngày 29 tháng 1. Nó khai hỏa vào các mục tiêu tại Namur và Roi, nơi nó cũng đánh chìm một tàu hàng đối phương trong vũng biển.
Sau đó chiếc thiết giáp hạm lại hộ tống các tàu sân bay trong đợt không kích lớn xuống Truk, căn cứ chủ lực của hạm đội Nhật Bản tại Carolines, nơi 39 tàu lớn bị đánh chìm, hư hỏng nặng hoặc mắc cạn không thể hoạt động, và 211 máy bay bị phá hủy cùng 104 chiếc khác bị hư hỏng nặng. Sau đó, nó tham gia đánh trả một đợt không kích nhắm vào các tàu sân bay gần Marianas vào ngày 21 tháng 2, bắn rơi một máy bay đối phương; và ngày hôm sau tiếp tục bảo vệ các tàu sân bay trong các đợt không kích nhắm vào Saipan, Tinian và Guam. Hầu hết thời gian trong giai đoạn này, North Carolina phục vụ như là soái hạm của Chuẩn Đô đốc (sau này l̀a Phó Đô đốc) Willis A. Lee, Jr., tư lệnh lực lượng thiết giáp hạm tại Thái Bình Dương.

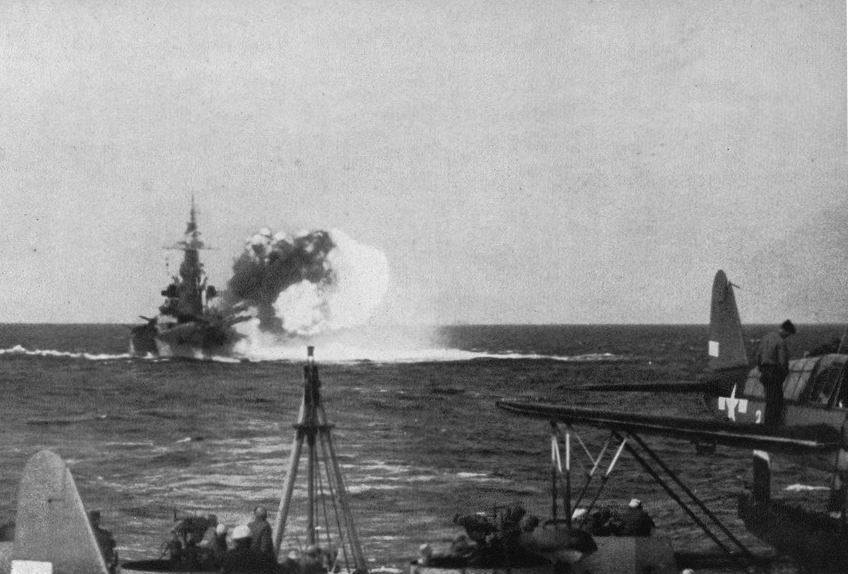
USS North Carolina đang khai hỏa các khẩu pháo chính

Đặt căn cứ chính tại Majuro, North Carolina tham gia cuộc tấn công lên Palau và Woleai trong các ngày 31 tháng 3 và 1 tháng 4, bắn rơi thêm một máy bay đối phương trong quá trình tiếp cận. Tại Woleai, 150 máy bay đối phương bị tiêu diệt cùng các cơ sở vật chất trên bờ. Nhiệm vụ hỗ trợ cho việc chiếm đóng khu vực Hollandia (nay là Jayapura) thuộc New Guinea được tiếp nối từ ngày 13 đến ngày 24 tháng 4; rồi sau đó là một đợt không kích lớn khác xuống căn cứ chủ lực Truk trong các ngày 29 và 30 tháng 4, trong đó North Carolina bắn rơi thêm một máy bay đối phương. Tại Truk, những thủy phi cơ của North Carolina được phóng lên để giải thoát một phi công Mỹ bị bắn rơi tại một dãi san hô. Sau khi một chiếc bị lật úp khi hạ cánh, chiếc còn lại đã tìm cách cứu được tất cả mọi người, nhưng không thể cất cánh do quá nặng; khi đó chiếc tàu ngầm Tang đã xuất hiện và cứu được mọi người liên quan. Ngày hôm sau, North Carolina tiêu diệt các khẩu pháo phòng vệ duyên hải, các khẩu đội phòng không và sân bay tại Ponape. Sau đó, nó quay về Trân Châu Cảng để sửa chữa các bánh lái bị hư hại.
Quay trở lại Majuro, North Carolina khởi hành cùng với đội đặc nhiệm tàu sân bay Enterprise vào ngày 6 tháng 6 (cũng là ngày D ở Normandie tại châu Âu) hướng đến quần đảo Mariana. Trong cuộc tấn công vào Saipan, North Carolina không chỉ hỗ trợ phòng không cho lực lượng tàu sân bay như thường lệ, mà còn nả pháo xuống bờ biển phía Tây Saipan bảo vệ các hoạt động quét mìn, cũng như bắn phá cảng Tanapag, đánh chìm nhiều tàu nhỏ đối phương cũng như phá hủy các kho đạn, nhiên liệu và quân nhu. Lúc sáng sớm ngày đổ bộ, 15 tháng 6, hỏa lực phòng không của chiếc thiết giáp hạm đã bắn rơi một trong số hai chiếc máy bay Nhật đã tìm cách lọt qua được hàng rào tuần tra chiến đấu trên không của những chiếc máy bay tiêm kích.
Ngày 18 tháng 6, North Carolina rời khu vực quần đảo cùng các tàu sân bay để đối đầu cùng Hạm đội Lưu động 1 Nhật Bản, vốn đã bị tàu ngầm và máy bay trinh sát theo dõi bốn ngày trước đó. Ngày hôm sau khởi đầu Trận chiến biển Philippine, và chiếc thiết giáp hạm được bố trí phía trước những chiếc tàu sân bay. Máy bay Mỹ tuần tra chiến đấu đã thành công trong việc bắn hạ hầu hết máy bay Nhật tấn công trước khi chúng đến được các tàu chiến Mỹ, và North Carolina đã bắn hạ hai trong số những chiếc ít ỏi lọt qua được hàng rào phòng thủ.
Trong ngày hôm đó và ngày hôm sau, các cuộc tấn công của tàu ngầm và máy bay, cùng với hỏa lực phòng không dày đặc như của North Carolina, đã hoàn toàn loại trừ được sức mạnh của không lực hạm đội Nhật: ba tàu sân bay bị đánh chìm, hai tàu chở dầu bị hư hại nặng đến mức phải tự đánh đắm, và chỉ còn lại 36 máy bay trong tổng số 430 chiếc có được lúc bắt đầu trận đánh. Sự thiệt hại của phi công và nhân viên kỹ thuật hàng không cũng khó có thể bù đắp được. Về phía Mỹ, không có chiếc tàu chiến nào bị mất, và tổn thất về nhân mạng của họ cũng ở mức tối thiểu.

### Các chiến dịch Tây Thái Bình Dương, 1944–1945

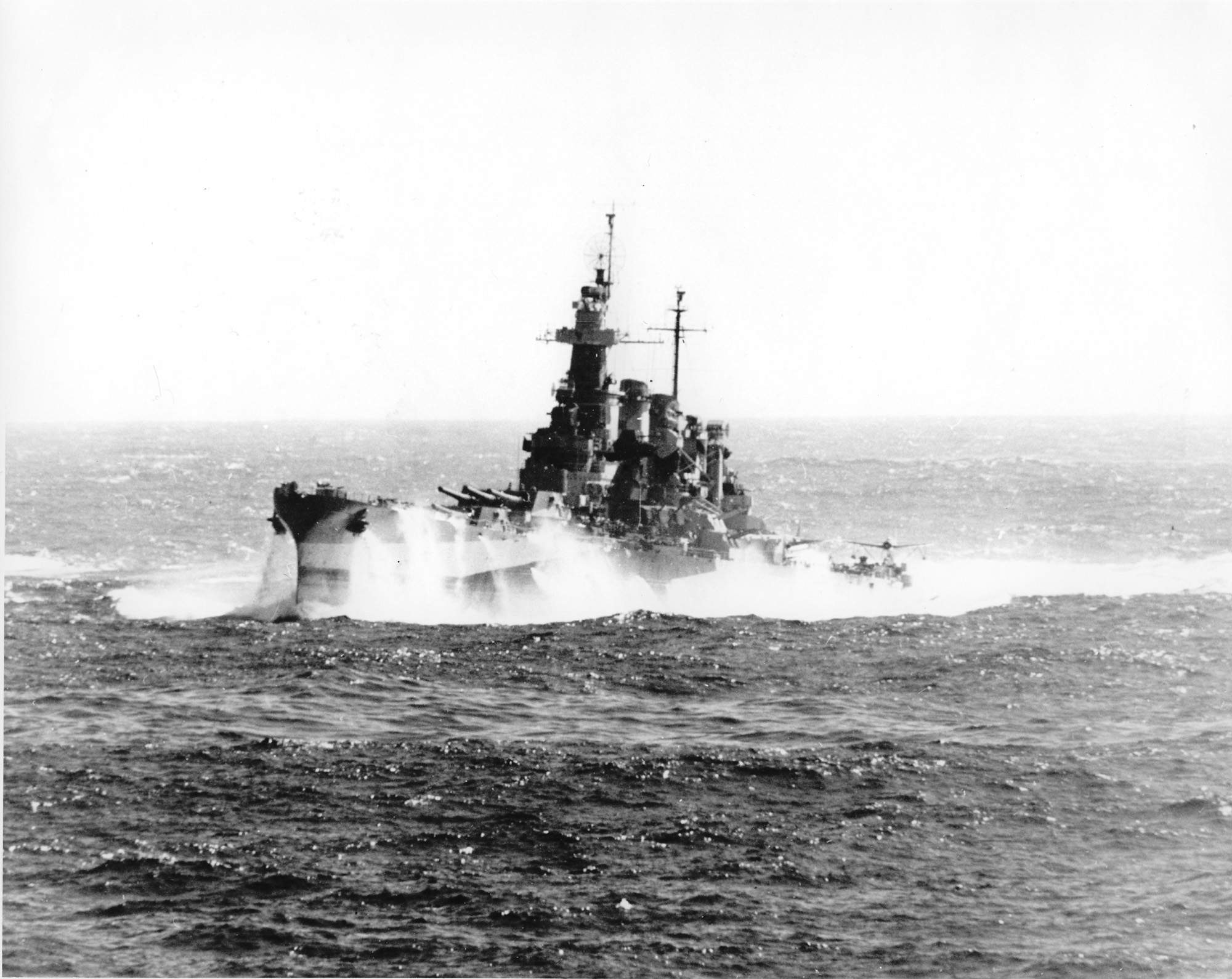
USS North Carolina ngoài biển khơi, tháng 12 năm 1944

Sau khi hỗ trợ các hoạt động không kích tại quần đảo Mariana thêm hai tuần nữa, North Carolina quay trở về Xưởng hải quân Puget Sound để đại tu. Nó lại gia nhập lực lượng đặc nhiệm tàu sân bay ngoài khơi Ulithi vào ngày 7 tháng 11 năm 1944 khi một trận bão lớn ập đến lực lượng này. Sau đó lực lượng đặc nhiệm tiến hành không kích khu vực phía Tây đảo Leyte, Luzon và Visayas nhằm hỗ trợ các hoạt động trên đảo Leyte. Trong quá trình thực hiện các hoạt động tương tự vào cuối tháng, North Carolina còn phải chống đỡ các cuộc tấn công tự sát kamikaze lần đầu tiên nhắm vào nó.
Trong khi cường độ tác chiến tại Philippine tiếp tục khẩn trương, North Carolina tiến hành hoạt động hộ tống bảo vệ các con tàu sân bay trong khi máy bay của chúng tấn công các sân bay Nhật Bản trên đảo Luzon ngăn chặn sự can thiệp vào các đoàn tàu vận tải đang tiến hành tấn công đổ bộ lên Mindoro vào ngày 15 tháng 12. Ba ngày sau, lực lượng đặc nhiệm lại phải trải qua một cơn bão hung hãn khác, khiến làm lật úp ba tàu khu trục. Giờ đây đặt căn cứ tại Ulithi, North Carolina thực hiện nhiệm vụ hộ tống cho một loạt các cuộc không kích nhắm vào Đài Loan, bờ biển Đông Dương và Trung Quốc, cùng quần đảo Ryukyu trong tháng 1 năm 1945, và các cuộc ném bom tương tự xuống Honshū trong tháng tiếp theo. Hàng trăm máy bay đối phương đã bị tiêu diệt trước khi có thể kháng cự lại cuộc đổ bộ lên Iwo Jima, nơi mà North Carolina tiến hành nả pháo tiêu diệt và bắn pháo hỗ trợ theo yêu cầu của lực lượng Thủy quân Lục chiến trên đảo cho đến ngày 22 tháng 2.
Sau đó, North Carolina tiếp tục thực hiện nhiệm vụ kép: bắn pháo và bảo vệ các tàu sân bay, trong chiến dịch tấn công các mục tiêu tại chính quốc Nhật Bản nhằm chuẩn bị cho cuộc tấn công Okinawa. Tại đây, vào ngày 6 tháng 4, nó bắn rơi được ba chiếc máy bay tấn công cảm tử kamikaze, nhưng bản thân nó bị bắn trúng một quả đạn pháo 127 mm (5 inch) do tàu bạn bắn nhầm, làm ba người thiệt mạng và 44 người bị thương. Ngày hôm sau diễn ra chuyến đi tuyệt vọng cuối cùng của Hạm đội Nhật, Chiến dịch Ten-Go, khi Yamato, chiếc thiết giáp hạm lớn nhất thế giới, di chuyển về phía Nam cùng các tàu hộ tống. Trong trận chiến diễn ra sau đó, Yamato cùng một tàu tuần dương và một tàu khu trục bị đánh chìm, ba tàu khu trục khác bị hỏng nặng đến mức phải bỏ lại và bị đánh đắm, chỉ còn lại bốn tàu khu trục quay trở về được Căn cứ Sasebo cho dù bị hư hại. Trong ngày hôm đó North Carolina bắn rơi một máy bay đối phương, và nó bắn rơi thêm hai chiếc nữa vào ngày 17 tháng 4.
Sau một đợt đại tu tại Trân Châu Cảng, North Carolina lại gia nhập các tàu sân bay, và trong một tháng tiếp theo sau thực hiện ném bom và bắn phá các hòn đảo chính quốc Nhật Bản. Cùng với vai trò bảo vệ các tàu sân bay, North Carolina còn bắn pháo xuống các nhà máy công nghiệp quan trọng tại khu vực chung quanh Tokyo, trong khi các máy bay trinh sát của nó còn thực hiện nhiệm vụ tìm kiếm giải cứu một phi công trên tàu sân bay bị hỏa lực phòng không đối phương bắn rơi trong vịnh Tokyo.

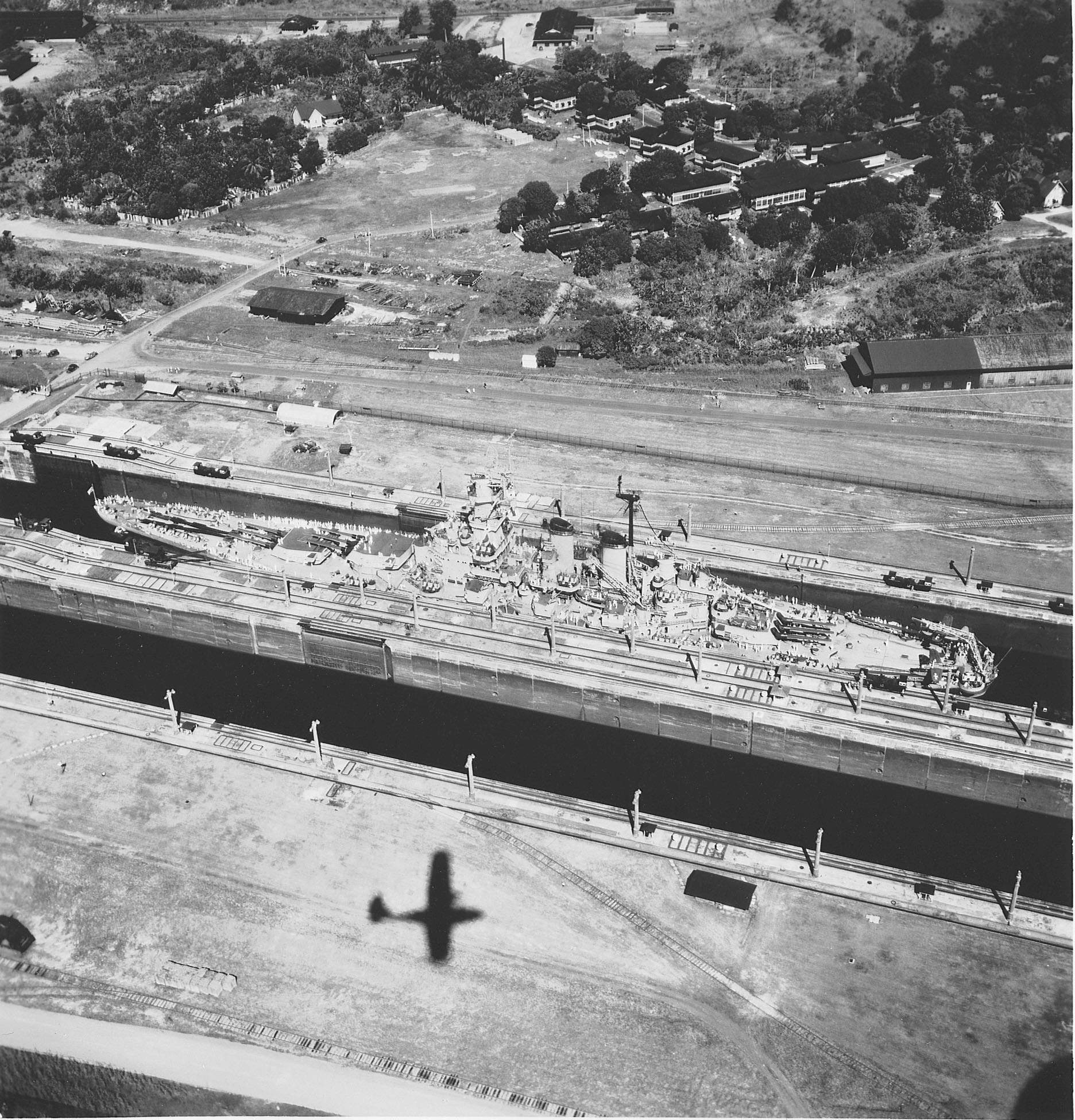
USS North Carolina đi qua kênh đào Panama, ngày 11 tháng 10 năm 1945

North Carolina đã gửi các thủy thủ và phân đội Thủy quân Lục chiến phối thuộc lên bờ tham gia các hoạt động chiếm đóng ban đầu ngay sau khi Nhật Bản chấp nhận đầu hàng vô điều kiện; và tuần tra dọc theo bờ biển Nhật Bản cho đến khi thả neo tại vịnh Tokyo vào ngày 5 tháng 9 để nhận trở lại lên tàu người của nó. Tiếp tục nhận lên tàu những hành khách tại Okinawa, North Carolina lên đường quay trở về nhà, đi qua kênh đào Panama vào ngày 8 tháng 10. Nó thả neo tại Boston ngày 17 tháng 10, và sau một đợt đại tu tại New York, chiếc thiết giáp hạm tiến hành tập trận tại vùng biển ngoài khơi New England và chuyên chở các học viên mới của Học viện Hải quân Hoa Kỳ trong một chuyến đi huấn luyện mùa Hè tại vùng biển Caribbe.
USS North Carolina được tặng thưởng 15 Ngôi sao Chiến đấu do thành tích phục vụ trong Thế Chiến II; nó là chiếc thiết giáp hạm Mỹ được tặng thưởng nhiều nhất trong cuộc chiến này.

## Tàu bảo tàng
North Carolina được cho ngừng hoạt động tại New York vào ngày 27 tháng 6 năm 1947. Được rút khỏi danh sách Đăng bạ Hải quân vào ngày 1 tháng 6 năm 1960, North Carolina được chuyển cho nhân dân North Carolina vào ngày 6 tháng 9 năm 1961. Nó được mua lại từ Hải quân Mỹ với giá 330.000 Đô la Mỹ nhờ một quỹ được quyên góp bởi các học sinh trong tiểu bang North Carolina. Vào năm 1961 một hạm đội các tàu kéo đã được sử dụng để di chuyển con tàu dài 222 m (728 ft) ngang qua một khu vực sông rộng 152 m (500 ft). Trong khi di chuyển, con tàu đã va chạm phải nhà hàng nổi "Fergus' Ark" gần đường Princess, khiến nhà hàng này bị hư hại nặng và bị buộc phải ngừng hoạt động.
Vào ngày 29 tháng 4 năm 1962, chiếc thiết giáp hạm được đặt tại Wilmington, Bắc Carolina như một đài tưởng niệm mọi công dân tiểu bang North Carolina thuộc mọi ngành phục vụ đã ngã xuống trong Thế Chiến II. Đài tưởng niệm được đăng ký hoạt động bởi Ủy ban Thiết giáp hạm USS North Carolina, được thành lập bởi các đạo luật của Tiểu bang North Carolina vào năm 1960; nó hoạt động bằng chính tài sản sở hữu cùng các khoảng tiền quyên góp mà không nhận các khoản ngân sách từ thuế của tiểu bang. Con tàu được công nhận là một Địa điểm Lịch sử Quốc gia vào năm 1986.

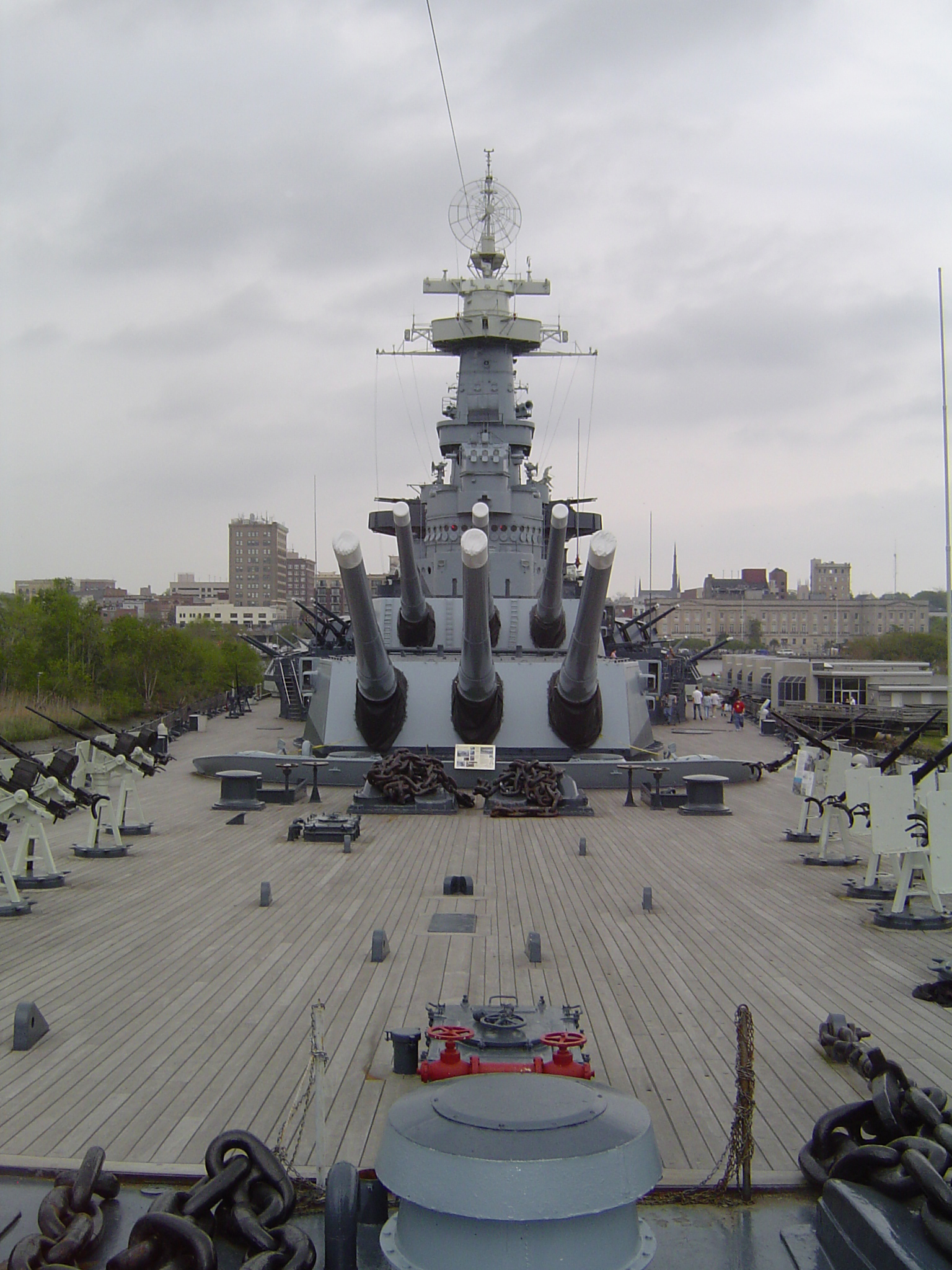
USS North Carolina neo đậu trên sông Cape Fear như một bảo tàng nổi.

Khách đến viếng thăm Bảo tàng Tưởng niệm Thiết giáp hạm USS North Carolina có thể tham quan sàn chính của con tàu, nhiều phòng bên trong tàu và bên trong một số tháp pháo. Đặc biệt, người ta có thể tham quan một trong số chín thủy phi cơ OS2U Kingfisher hiếm hoi còn sót lại trên khắp thế giới được đặt ở phía đuôi con tàu. Nhiều hoạt động khác nhau đã được tổ chức tại đây, và một số mặt bằng được dành cho thuê để tổ chức những sự kiện đặc biệt. Một Danh sách Danh dự được đặt trong phòng thủy thủ đoàn liệt kê tên mọi công dân North Carolina đã bỏ mình khi phục vụ trong Thế Chiến II. Ngoài ra còn có cửa hàng bán đồ lưu niệm, trung tâm dành cho khách tham quan và khu cắm trại.
Vào năm 1999, một cuộc họp mặt được tổ chức trên Đài tưởng niệm Thiết giáp hạm USS North Carolina. Khi đang đứng trên cầu tàu, nơi xảy ra một sự cố bắn nhầm trong quá trình tấn công Okinawa vào ngày 6 tháng 4 năm 1945, cựu chiến binh Richard R. Fox hồi tưởng lại sự kiện và mô tả cho các con gái và cháu gái của mình bằng cách nào ông đã giúp đưa một thủy thủ bị thương nặng xuống bệnh xá. Fox đã không thể biết được liệu người đó có còn sống hay không. Trong khi Fox đang kể chuyện, một cựu chiến binh của USS North Carolina là Richard W. Reed, người đã nghe được câu chuyện, tiến đến gần, ngắt ngang để tự nhận mình chính là người thủy thủ bị thương và ngỏ lời cảm ơn. Cả hai người đều không biết về nhau trong hơn nữa thế kỷ.

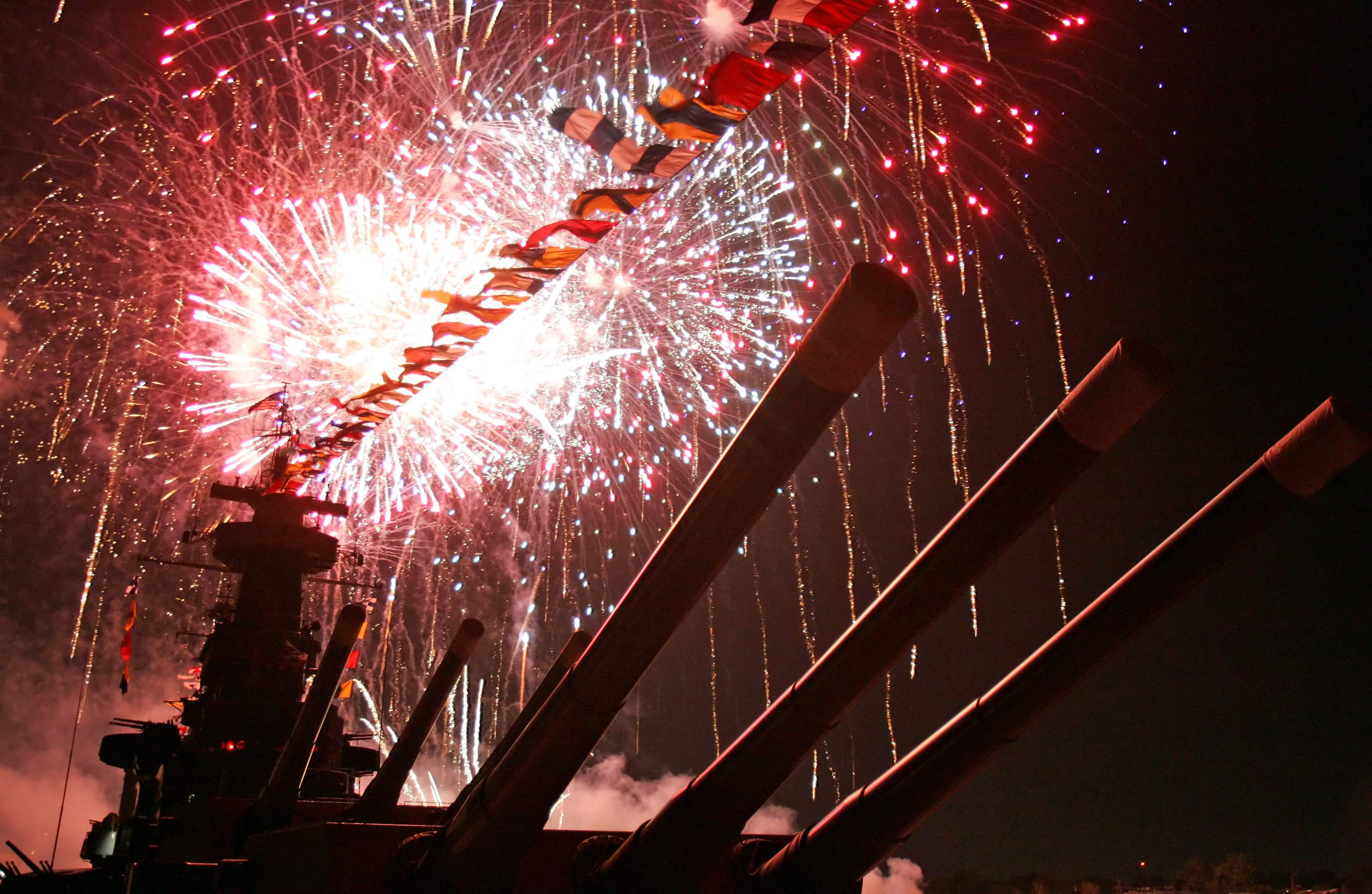
Pháo hoa đang chiếu sáng bầu trời bên trên thiết giáp hạm North Carolina kết thúc lễ hội kéo dài một tuần lễ nhân dịp đưa vào hoạt động chiếc tàu ngầm tấn công nguyên tử thuộc lớp Virginia mới nhất North Carolina (SSN-777) vào ngày 3 tháng 5 năm 2009.

Năm 2005, Tổ chức "The Atlantic Paranormal Society" (TAPS) đã viếng thăm chiếc USS North Carolina để điều tra các báo cáo cho rằng con tàu bị ma ám. Những báo cáo này được đưa ra bởi người trực gác đêm của con tàu, Danny Bradshaw, người trông nom con tàu sau khi nó đóng cửa.
Các dự án gần đây được thực hiện nhằm bảo trì con tàu bao gồm việc thay thế sàn tàu làm bằng gỗ Teak. Sau một chuyến viếng thăm của các quan chức Myanmar, khoảng trao tặng hào phóng nhất từng được thực hiện trong lịch sử của Bảo tàng là của Chính phủ Myanmar: hai tàu hàng chất đầy loại gỗ Teak chất lượng hàng đầu thế giới trị giá lên đến 250.000 Đô la, và một khoảng chiết khấu giảm giá đáng kể cho tám tàu gỗ quý giá khác trị giá một khoảng 250.000 Đô la khác, cho phép lót lại toàn bộ sàn tàu với diện tích lên đến hơn một mẫu tây.
Nhiều dự án bảo tồn ngắn hạn được vạch ra mà không đòi hỏi phải đóng cửa Bảo tàng. Kế hoạch bảo tồn lớn tiếp theo của chiếc North Carolina là bảo trì thân tàu. Việc này yêu cầu con tàu phải rời Wilmington trong nhiều tháng và được kéo đến ụ tàu phù hợp gần nhất ở Norfolk, Virginia. Việc kéo con tàu vào ụ được dự định thực hiện không sớm hơn năm 2012.